# Церковь Покрова Пресвятой Богородицы Ново-Голутвина монастыря
Церковь Покрова Пресвятой Богородицы (Покровская церковь Ново-Голутвина монастыря) — православный храм в городе Коломне Московской области, на территории Ново-Голутвина монастыря.

## История
В 1680-е годы одновременно с Архиерейским дворцом была возведена домовая Покровская церковь. Она представляла двуглавый четверик, с юга к которому примыкал небольшой придел. Расположенная с запада трапезная имела центральный столп, на который опирались своды зала. Покрыто здание храма было черепицей.
В 1770—1780 годах архитектором Матвенм Казаковым был создан проект перестройки всего подворья, главное место в котором отводилось Покровской церкви. В 1799 году, после упразднения Коломенской епархии, коломенская кафедра перешла в Тулу. В начале XIX века, чтобы избежать запустения и разрушения бывших епархиальных построек, сюда поселилась братия Голутвина монастыря, и храм был переосвящён из Покровского в Сергиевский. В 1823 году, при архимандрите Арсении (Козиорове), была проведена значительная реконструкция здания церкви, при этом интерьер и экстерьер храма существенно изменились.
После Октябрьской революции, в советское время, монастырь и его храмы были закрыты, разорены и долгое время находились в запустении. Позже в Сергиевской церкви разместилось общежитие иногородних рабочих, затем в храме размещался производственный цех, а потом — художественная мастерская.
Только в 1989 году храм был передан епархии, и в нём начались реставрационные работы. В 1996 году ремонт был окончен и 14 октября этого же года Покровский храм был освящен митрополитом Коломенским и Крутицким Ювеналием. Церковь вновь стала называться Покровской с Сергиевским приделом.
В Покровской церкви по проекту иконописной мастерской монастыря выполнен резной иконостас из красного дерева — подарок губернатора Московской области Бориса Громова. В этом храме находится икона блаженной Матроны с частицей мощей — благословение Святейшего Патриарха.